# Ostrożeń (roślina)

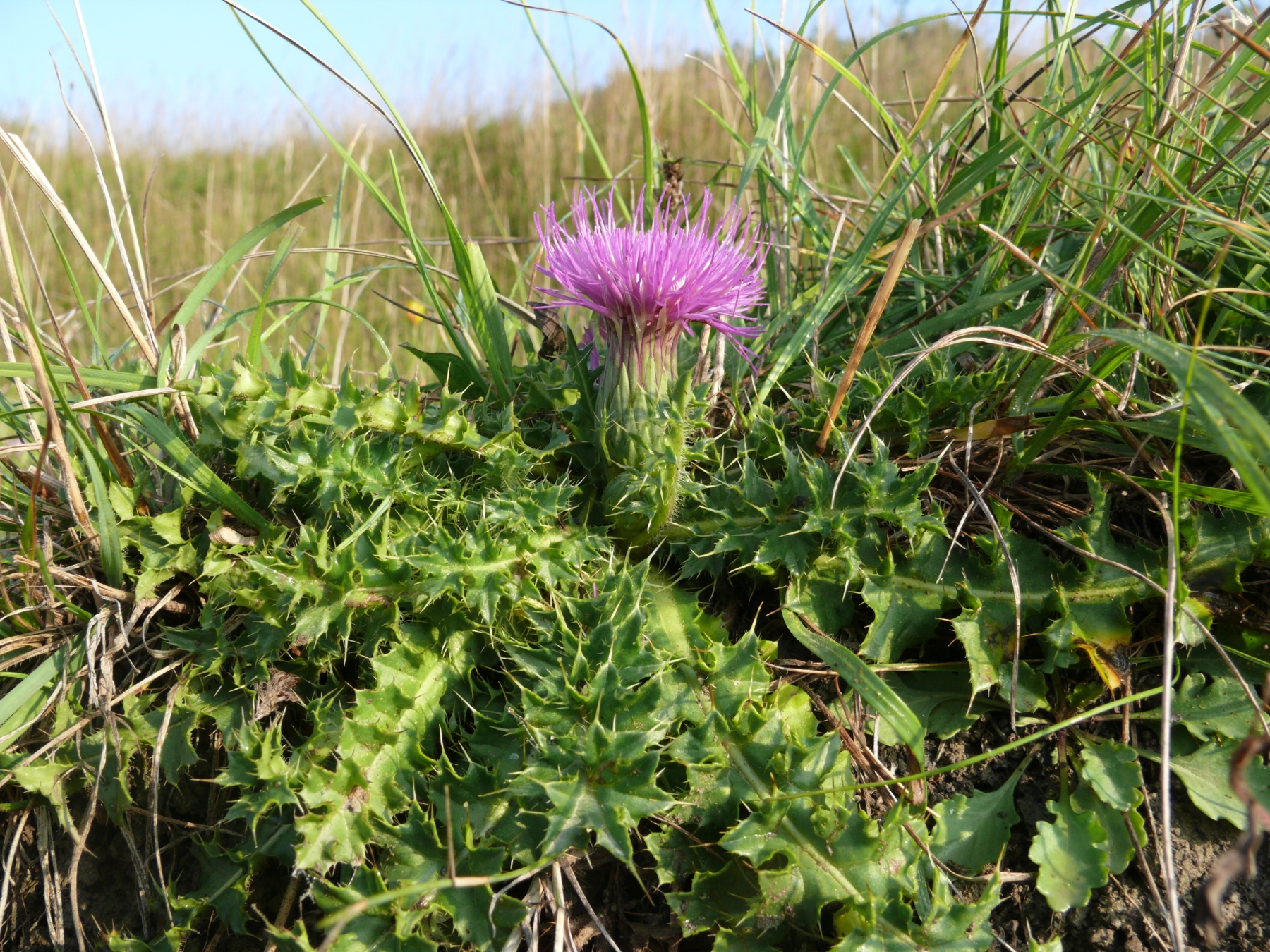
Ostrożeń krótkołodygowy

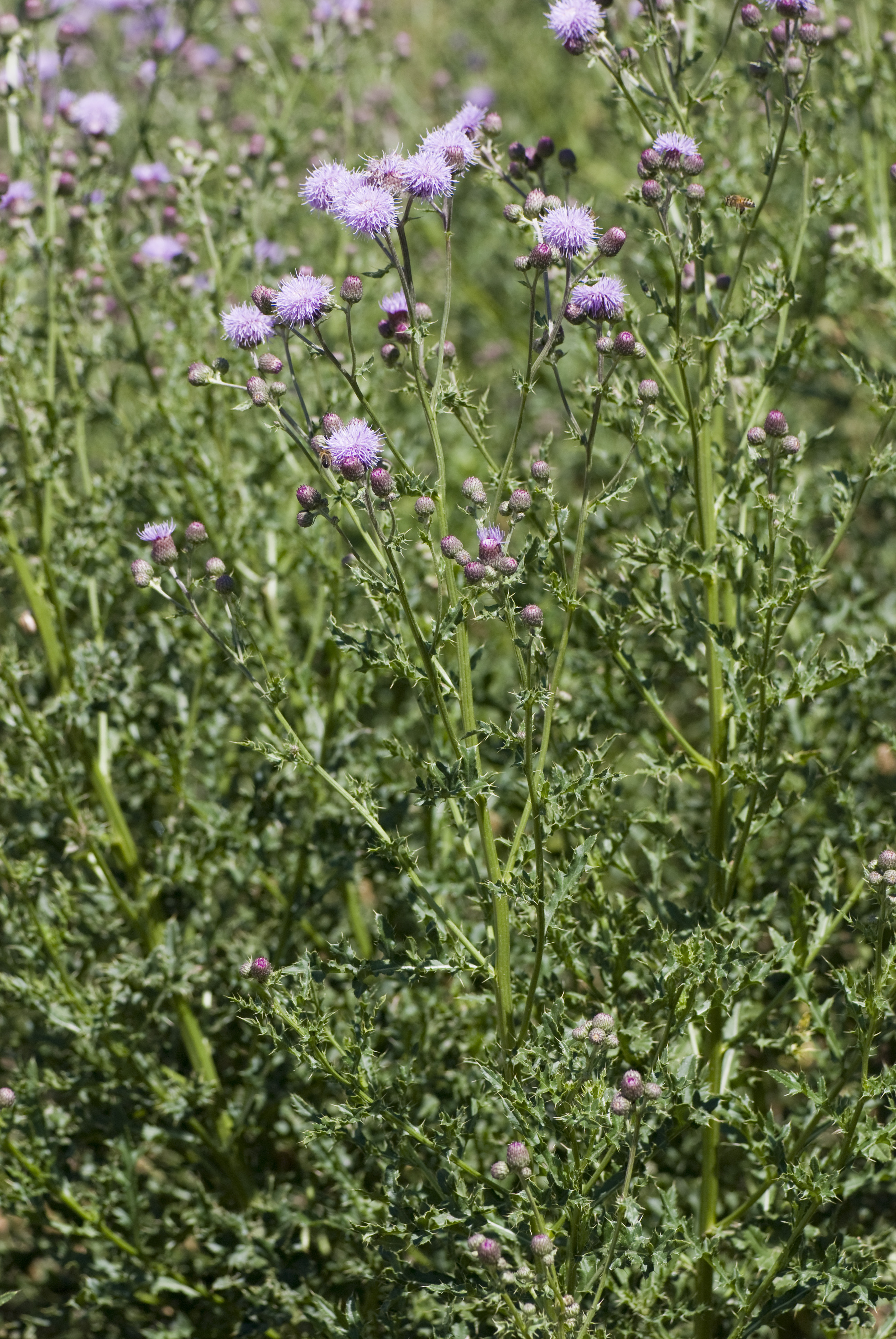
Ostrożeń polny

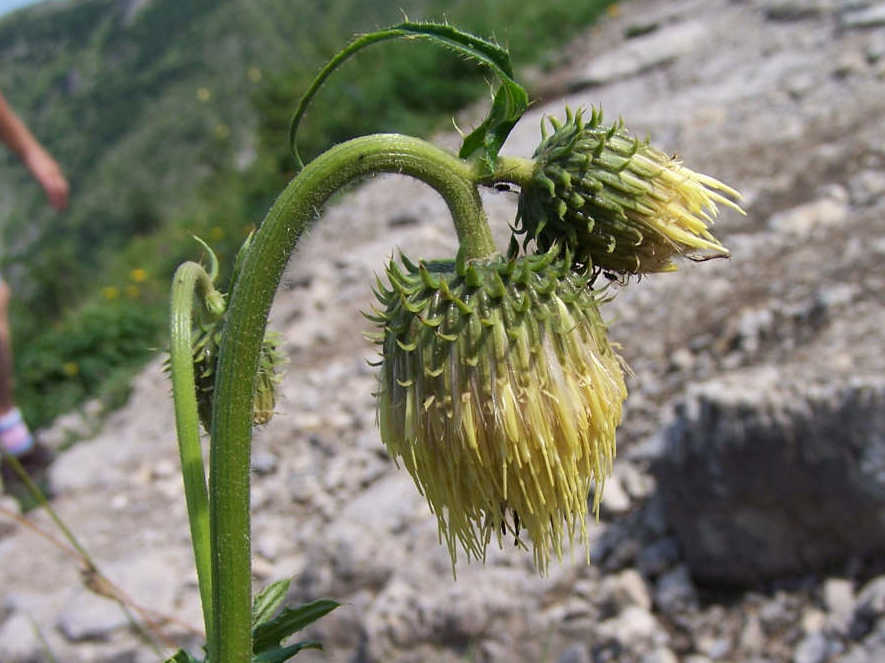
Ostrożeń lepki

Ostrożeń (Cirsium Mill.) – rodzaj roślin należący do rodziny astrowatych. Obejmuje ok. 250 do 450 gatunków. Zasięg rodzaju obejmuje niemal całą półkulę północną. W Polsce rośnie 13 gatunków. W polskiej taksonomii ludowej rośliny te często określane są mianem ostu. W tekstach poprawnościowych słowo ostrożeń jest odmieniane z e ruchomym (dopełniacz: ostrożnia), natomiast w literaturze botanicznej zwykle e jest zachowywane w odmianie (dopełniacz: ostrożenia).
Szereg gatunków to uciążliwe chwasty w uprawach i gatunki inwazyjne zawleczone poza swój pierwotny zasięg. Nieliczne wykorzystywane są jako rośliny ozdobne i jadalne. Rdzeń pędów różnych gatunków północnoamerykańskich był spożywany przez Indian. Młode pędy ostrożenia błotnego jadane były w sałatkach. Jadalne są także bulwiaste korzenie ostrożenia bulwiastego Cirsium tuberosum (przechowywane i spożywane zimą).

## Rozmieszczenie geograficzne

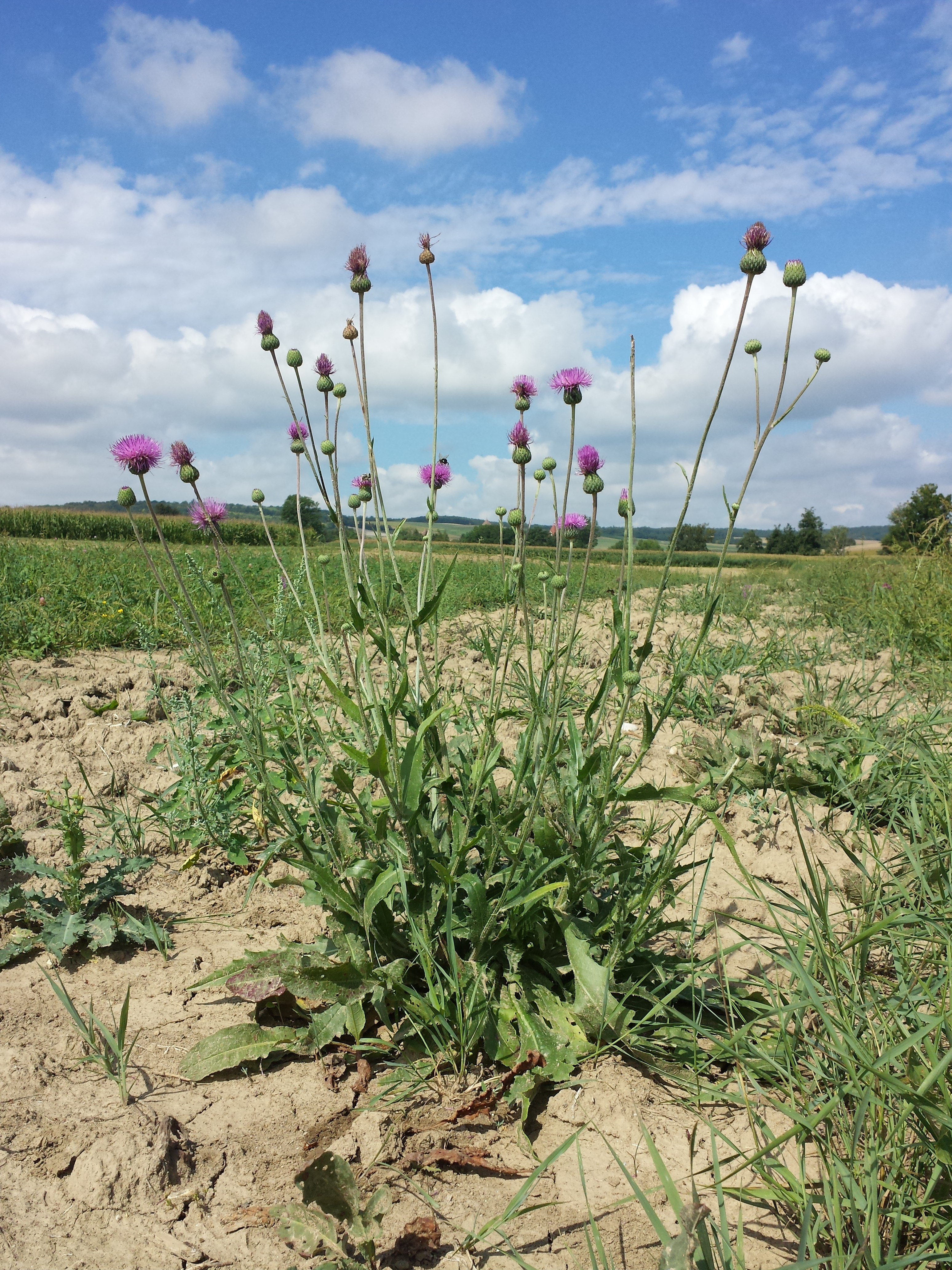
Ostrożeń siwy

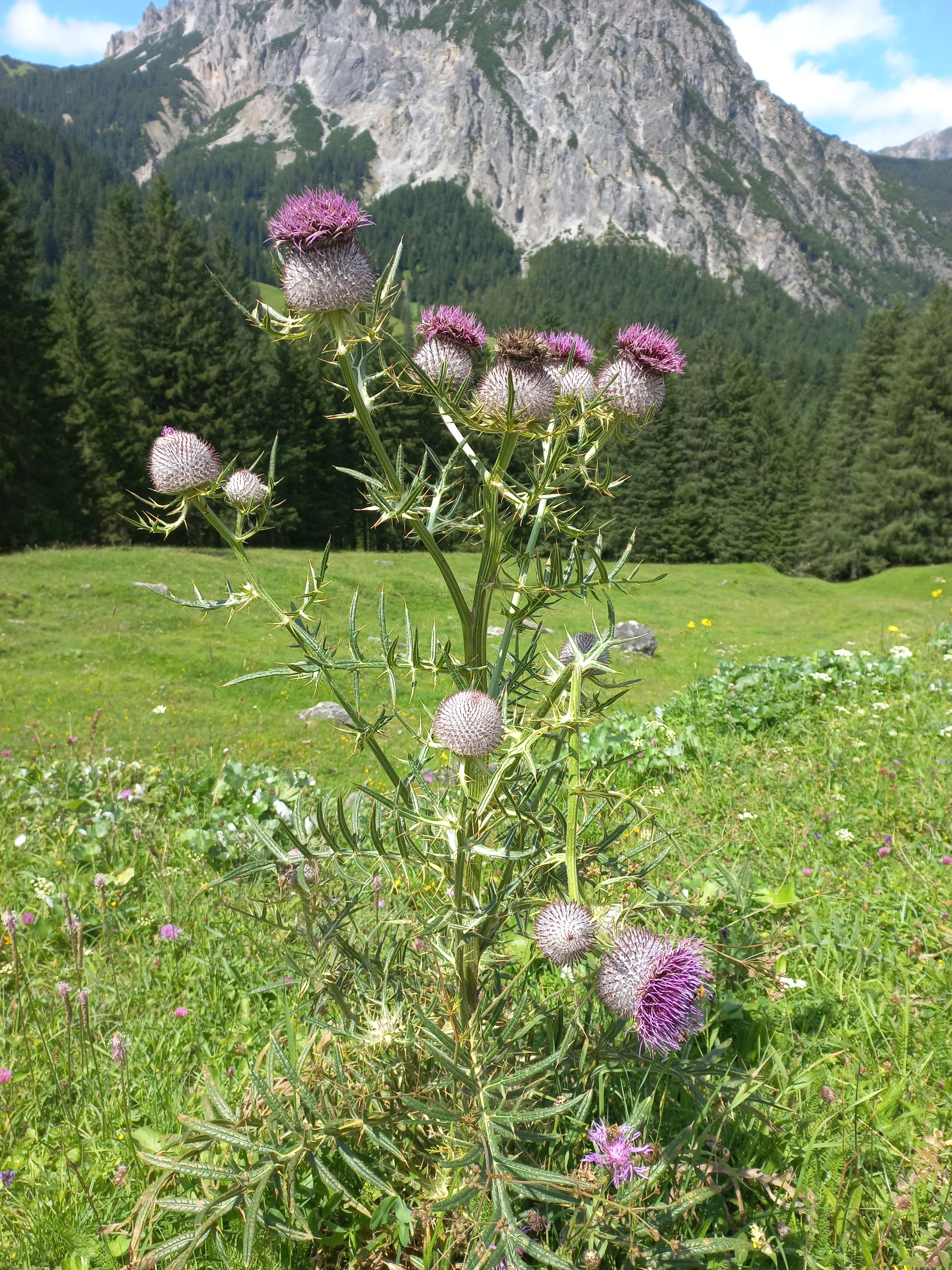
Ostrożeń głowacz

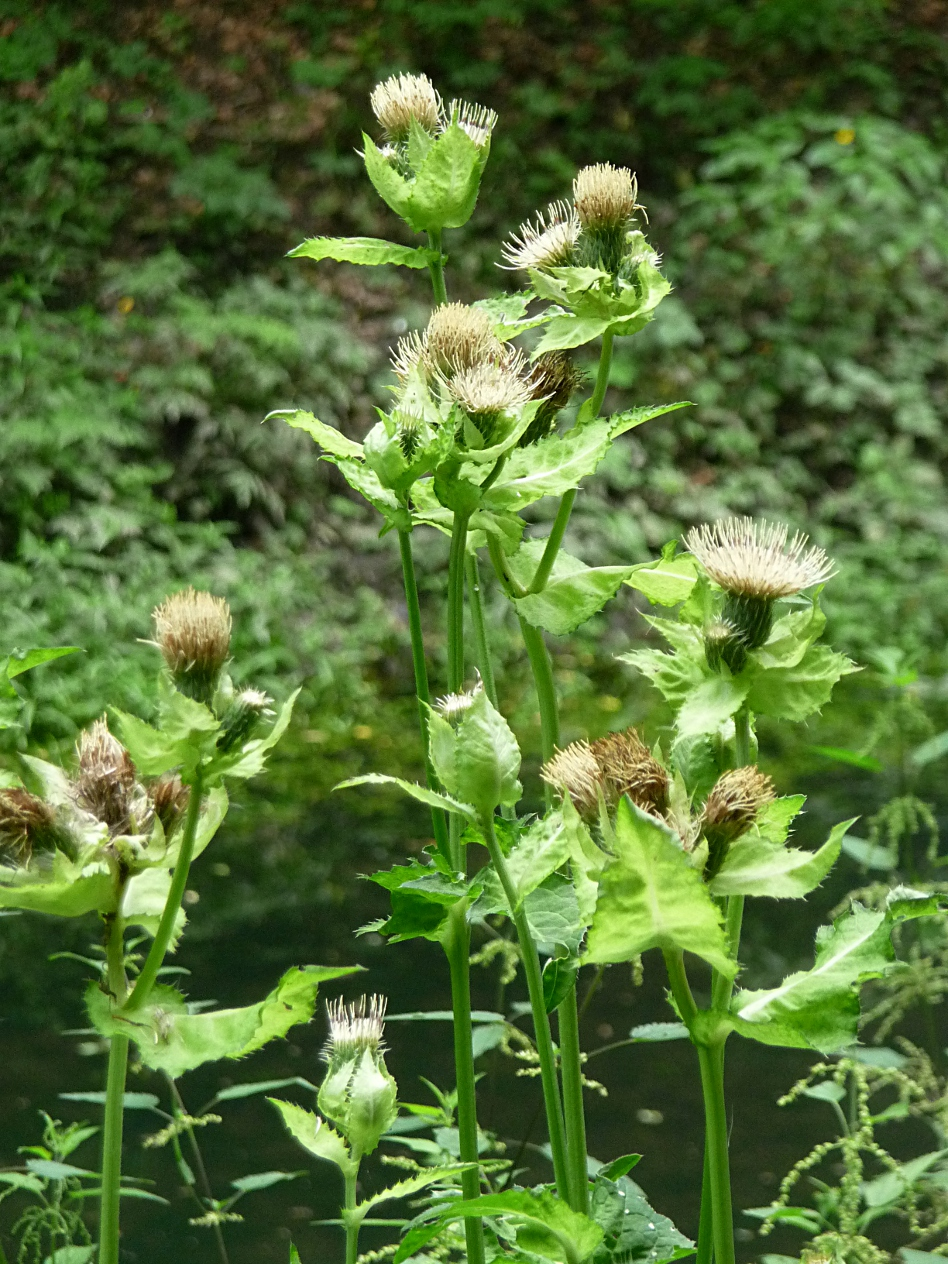
Ostrożeń warzywny

Zasięg rodzaju obejmuje niemal całą Europę (na Islandii występują tylko rośliny introdukowane), Azję (bez południowych krańców kontynentu), Amerykę Północną (na Antylach tylko rośliny introdukowane), północno-zachodnią Amerykę Południową (Kolumbię) oraz północną i wschodnią Afrykę. Ponad 60 gatunków rośnie w Europie oraz w Ameryce Północnej na północ od Meksyku. Przedstawiciele rodzaju jako rośliny introdukowane rosną w południowej i zachodniej części Ameryki Południowej, w południowej Afryce oraz w Australii i Nowej Zelandii.
Gatunki flory Polski
- ostrożeń błotny Cirsium palustre (L.) Scop.
- ostrożeń dwubarwny, o. różnolistny Cirsium helenoides (L.) Hill
- ostrożeń głowacz Cirsium eriophorum (L.) Scop.
- ostrożeń krótkołodygowy Cirsium acaule (L.) Scop.
- ostrożeń lancetowaty Cirsium vulgare (Savi) Ten. (zadomowiony antropofit)
- ostrożeń lepki Cirsium erisithales Scop.
- ostrożeń łąkowy Cirsium rivulare (Jacq.) All.
- ostrożeń pannoński Cirsium pannonicum (L.f.) Link
- ostrożeń polny Cirsium arvense (L.) Scop.
- ostrożeń siedmiogrodzki Cirsium decussatum Janka
- ostrożeń siwy Cirsium canum (L.) All.
- ostrożeń wschodniokarpacki, o. Waldsteina Cirsium waldsteinii Rouy
- ostrożeń warzywny Cirsium oleraceum (L.) Scop.

## Morfologia

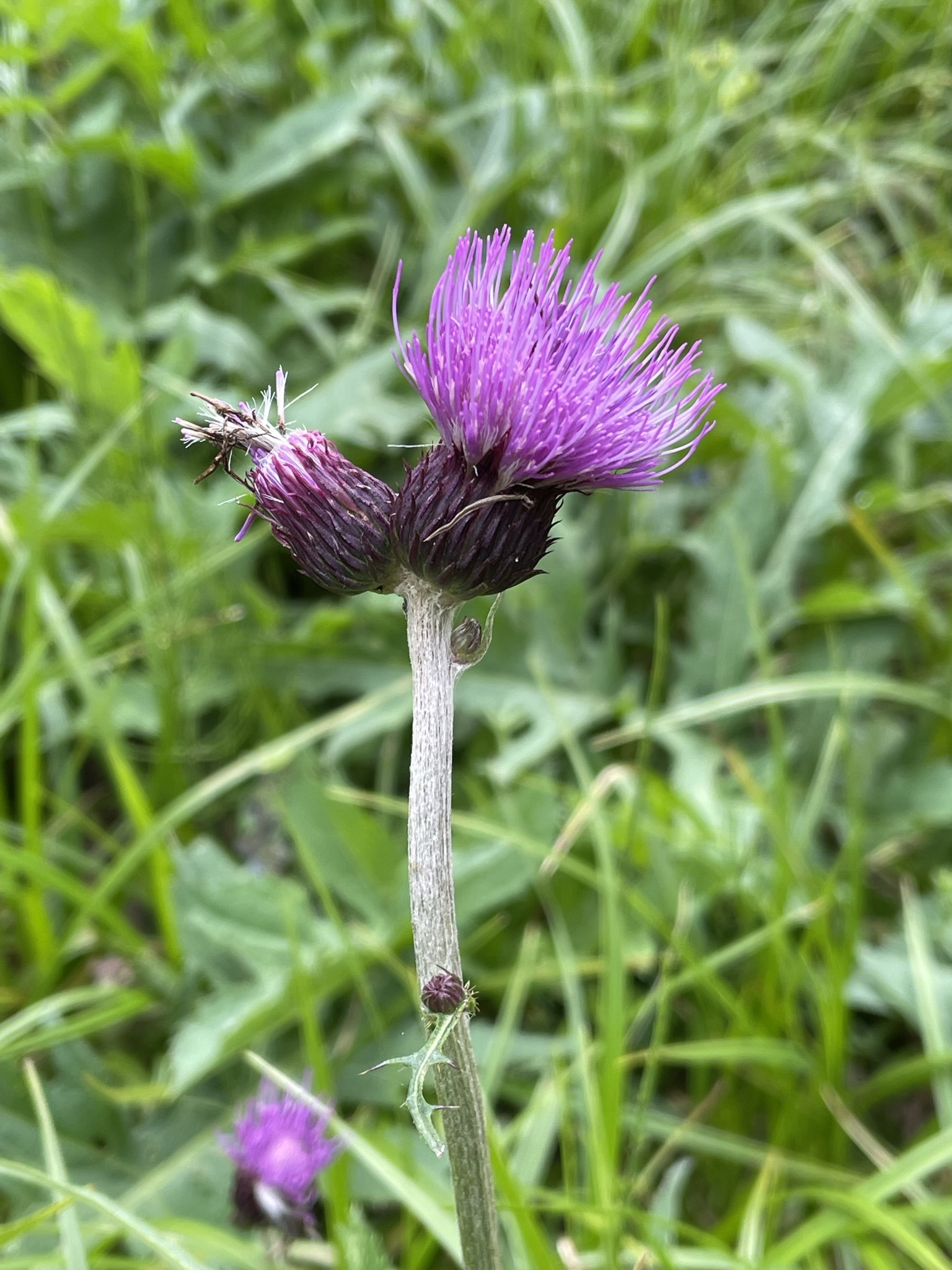
Ostrożeń łąkowy

Kwiaty zebrane w koszyczek, przeważnie o walcowatej budowie i zwykle zwężony górą. W koszyczku wszystkie kwiaty rurkowate, o takiej samej, lub bardzo zbliżonej budowie. Przynajmniej część kwiatów jest obupłciowa. Poszczególne kwiaty w koszyczku nie posiadają własnej okrywy, u niektórych gatunków tylko szczeciniaste plewinki. Puch kielichowy składający się z pierzastych włosków. Okrywa koszyczka bez cierni, o łuskach kłująco zaostrzonych. W kwiatach pręciki o wolnych nitkach, ale zrośnięte pylnikami w rurkę. Rośliny o dużych liściach, u wielu gatunków kłujących.

## Biologia i ekologia

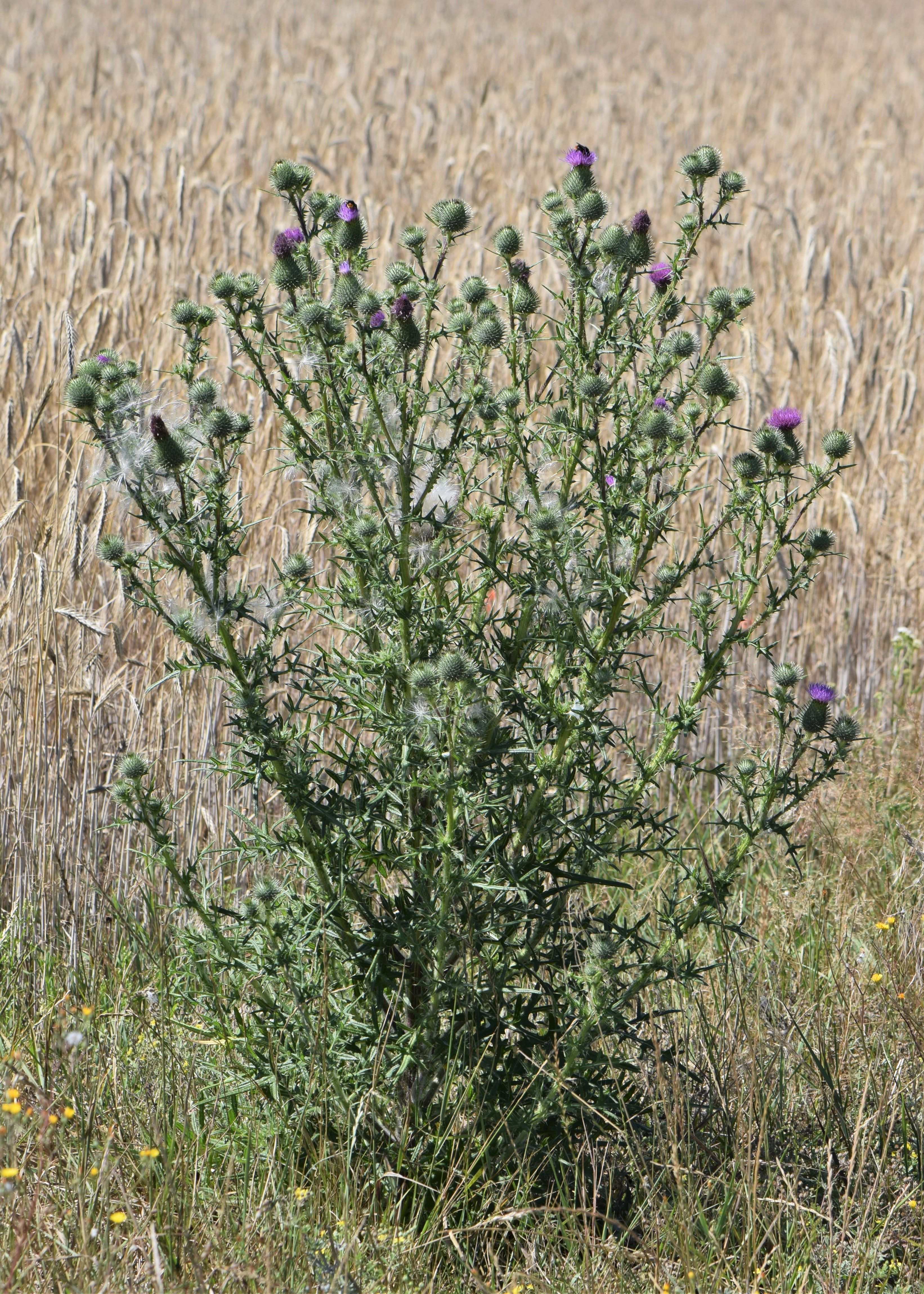
Ostrożeń lancetowaty

Rośliny roczne, dwuletnie i byliny. Nie wytwarzają soku mlecznego.

## Systematyka
Pozycja systematyczna
Rodzaj z podplemienia Carduinae, plemienia Cardueae z podrodziny Carduoideae z rodziny astrowatych Asteraceae.
Wykaz gatunków
- Cirsium acantholepis Petr.
- Cirsium acaule (L.) Scop. – ostrożeń krótkołodygowy
- Cirsium acrolepis (Petr.) G.B.Ownbey
- Cirsium adjaricum Sommier & Levier
- Cirsium aduncum Fisch. & C.A.Mey. ex DC.
- Cirsium × affine Tausch
- Cirsium aggregatum Ledeb.
- Cirsium aidzuense Nakai ex Kitam.
- Cirsium aitchisonii Boiss.
- Cirsium akimontanum Kadota
- Cirsium akimotoi Kadota & Mas.Saito
- Cirsium alatum (S.Gmel.) Bobrov
- Cirsium alberti Regel & Schmalh.
- Cirsium albidum Velen.
- Cirsium albowianum Sommier & Levier
- Cirsium × alpestre Nägeli
- Cirsium alpicola Nakai
- Cirsium alpis-lunae Brilli-Catt. & L.Gubellini
- Cirsium alsophilum (Pollini) Soldano
- Cirsium altissimum (L.) Spreng.
- Cirsium amani Post
- Cirsium × ambiguum All.
- Cirsium amplexifolium (Nakai) Kitam.
- Cirsium anartiolepis Petr.
- Cirsium andersonii Petr.
- Cirsium andrewsii Jeps.
- Cirsium aomorense Nakai
- Cirsium apoense Nakai
- Cirsium appendiculatum Griseb.
- Cirsium arachnoideum M.Bieb.
- Cirsium argillosum Petrov ex Kharadze
- Cirsium argyracanthum DC.
- Cirsium arisanense Kitam.
- Cirsium aristatum DC.
- Cirsium arizonicum (A.Gray) Petr.
- Cirsium arvense (L.) Scop. – ostrożeń polny
- Cirsium × aschersonii Celak.
- Cirsium ashinokuraense Kadota
- Cirsium ashiuense Shun.Yokoy. & T.Shimizu
- Cirsium × ausserdorferi Hausm. ex Treuinf.
- Cirsium austrohidakaense Kadota
- Cirsium aytachii H.Duman & R.R.Mill
- Cirsium babanum Koidz.
- Cirsium badakhschanicum Kharadze
- Cirsium balikesirense Yildiz, Arabaci & Dirmenci
- Cirsium balkharicum Kharadze
- Cirsium barnebyi S.L.Welsh & Neese
- Cirsium baytopae P.H.Davis & Parris
- Cirsium bertolonii Spreng.
- Cirsium bicentenariale Rzed.
- Cirsium × bifrons Arv.-Touv.
- Cirsium × bipontinum F.W.Schultz
- Cirsium bitchuense Nakai
- Cirsium boluense P.H.Davis & Parris
- Cirsium boninense Koidz.
- Cirsium borealinipponense Kitam.
- Cirsium bornmuelleri Sint. ex Bornm.
- Cirsium botryodes Petr.
- Cirsium boujartii Sch.Bip.
- Cirsium × boulayi E.G.Camus
- Cirsium × bourgaeanum Willk.
- Cirsium bozkirense H.Duman, Dirmenci & Tugay
- Cirsium brachycephalum Juratzka
- Cirsium bracteiferum C.Shih
- Cirsium bracteosum DC.
- Cirsium × braun-blanquetianum Lawalrée
- Cirsium × breunium Goller & Huter
- Cirsium brevicaule A.Gray
- Cirsium brevifolium Nutt.
- Cirsium brevipapposum Tschern.
- Cirsium × breviscapum Eichenf.
- Cirsium brevistylum Cronquist
- Cirsium buchwaldii O.Hoffm.
- Cirsium buergeri Miq.
- Cirsium bulgaricum DC.
- Cirsium buschianum Kharadze
- Cirsium byzantinum Steud.
- Cirsium calcareum (M.E.Jones) Wooton & Standl.
- Cirsium candelabrum Griseb.
- Cirsium × candolleanum Nägeli
- Cirsium canescens Nutt.
- Cirsium canum (L.) All. – ostrożeń siwy
- Cirsium caput-medusae Sommier & Levier
- Cirsium carniolicum Scop.
- Cirsium carolinianum (Walter) Fernald & B.G.Schub.
- Cirsium cassium P.H.Davis & Parris
- Cirsium caucasicum (Adams) Petr.
- Cirsium × celakovskyanum K.Knaf
- Cirsium centaureae (Rydb.) K.Schum.
- Cirsium cephalotes Boiss.
- Cirsium cernuum Lag.
- Cirsium charkeviczii Barkalov
- Cirsium × chatenieri Legrand ex H.J.Coste
- Cirsium chellyense R.J.Moore & Frankton
- Cirsium chikabumiense Kadota
- Cirsium chikushiense Koidz.
- Cirsium chinense Gardner & Champ.
- Cirsium chlorocomos Sommier & Levier
- Cirsium chokaiense Kitam.
- Cirsium chrysacanthum (Ball) Jahand.
- Cirsium chrysolepis C.Shih
- Cirsium × ciliatiforme Petr.
- Cirsium ciliatum (Murray) Moench
- Cirsium cilicicum P.H.Davis & Parris
- Cirsium ciliolatum (L.F.Hend.) J.T.Howell
- Cirsium clavatum (M.E.Jones) Petr.
- Cirsium coahuilense Ownbey & Pinkava
- Cirsium coloradense (Rydb.) Cockerell ex Daniels
- Cirsium confertissimum Nakai
- Cirsium congdonii R.J.Moore & Frankton
- Cirsium congestissimum Kitam.
- Cirsium × connexum Kitam.
- Cirsium consociatum S.F.Blake
- Cirsium conspicuum Sch.Bip.
- Cirsium crassicaule Jeps.
- Cirsium creticum (Lam.) d'Urv.
- Cirsium × csepeliense Borbás
- Cirsium cymosum (Greene) J.T.Howell
- Cirsium czerkessicum Kharadze
- Cirsium daghestanicum Kharadze
- Cirsium davisianum Kit Tan & Sorger
- Cirsium dealbatum M.Bieb.
- Cirsium decussatum Janka – ostrożeń siedmiogrodzki
- Cirsium dender Friis
- Cirsium dipsacolepis Matsum.
- Cirsium dirmilense R.M.Burton
- Cirsium discolor (Muhl. ex Willd.) Spreng.
- Cirsium dissectum (L.) Hill
- Cirsium × dominii M.Schulze
- Cirsium domonii Kadota
- Cirsium douglasii DC.
- Cirsium drummondii Torr. & A.Gray
- Cirsium ducellieri Maire
- Cirsium durangense (Greenm.) G.B.Ownbey
- Cirsium dyris Jahand. & Maire
- Cirsium eatonii B.L.Rob.
- Cirsium echinatum (Desf.) DC.
- Cirsium echinus (M.Bieb.) Hand.-Mazz.
- Cirsium edule Nutt.
- Cirsium ehrenbergii Sch.Bip.
- Cirsium ekimianum Yildiz & Dirmenci
- Cirsium elbrusense Sommier & Levier
- Cirsium eliasianum Kit Tan & Sorger
- Cirsium ellenbergii Bornm.
- Cirsium elodes M.Bieb.
- Cirsium engelmannii Rydb.
- Cirsium englerianum O.Hoffm.
- Cirsium epiroticum Petr.
- Cirsium eriophoroides (Hook.f.) Petr.
- Cirsium eriophorum (L.) Scop. – ostrożeń głowacz
- Cirsium erisithales Scop. – ostrożeń lepki
- Cirsium × erisithaliforme Preissm.
- Cirsium × erucagineum (Lam.) DC.
- Cirsium erythrolepis K.Koch
- Cirsium × erzincanicum Yildiz, Dirmenci & Arabaci
- Cirsium esculentum (Siev.) C.A.Mey.
- Cirsium euxinum Kharadze
- Cirsium excelsius Petr.
- Cirsium × fabium Porta ex Kern.
- Cirsium falconeri (Hook.f.) Petr.
- Cirsium fangii Petr.
- Cirsium fanjingshanense C.Shih
- Cirsium fargesii (Franch.) Diels
- Cirsium faucium Petr.
- Cirsium fauriei Nakai
- Cirsium ferox (L.) DC.
- Cirsium ferum Kitam.
- Cirsium filipendulum Lange
- Cirsium flavisquamatum Kitam.
- Cirsium × fleischeri Podp.
- Cirsium flodmanii Arthur
- Cirsium foliosum DC.
- Cirsium fominii Petr.
- Cirsium fontinale Jeps.
- Cirsium forrestii (Diels) H.Lév.
- Cirsium × freyerianum W.D.J.Koch
- Cirsium funagataense Kadota
- Cirsium furiens Griseb. & Schenk
- Cirsium furusei Kitam.
- Cirsium fuscotrichum C.C.Chang
- Cirsium gaditanum Talavera & Valdés
- Cirsium gadukense Petr.
- Cirsium gagnidzei Kharadze
- Cirsium ganjuense Kitam.
- Cirsium × gerhardtii Sch.Bip.
- Cirsium giraudiasii Sennen & Pau
- Cirsium glaberrimum (Petr.) Petr.
- Cirsium × glabrifolium (C.Winkl.) Petr.
- Cirsium glabrum DC.
- Cirsium grahamii A.Gray
- Cirsium × grandiflorum Kitt.
- Cirsium grandirosuliferum Kadota
- Cirsium gratiosum Kitam.
- Cirsium grayanum Nakai
- Cirsium grecescui Rouy
- Cirsium greimleri Bure
- Cirsium griffithii Boiss.
- Cirsium griseum (Rydb.) K.Schum.
- Cirsium × grossheimii Petr.
- Cirsium gyojanum Kitam.
- Cirsium hachijoense Nakai
- Cirsium hachimantaiense Kadota
- Cirsium hagurosanense Kadota
- Cirsium hakkaricum P.H.Davis & Parris
- Cirsium handaniae Yildiz, Dirmenci & Arabaci
- Cirsium handelii Petr.
- Cirsium happoense Kadota
- Cirsium hasunumae Kadota
- Cirsium haussknechtii Boiss.
- Cirsium × heerianum Nägeli
- Cirsium heiianum Koidz.
- Cirsium heldreichii Halácsy
- Cirsium helenioides (L.) Hill – ostrożeń dwubarwny
- Cirsium henryi (Franch.) Diels
- Cirsium hesperium (Eastw.) Rydb.
- Cirsium heterophyllum (L.) Hill
- Cirsium heterotrichum Pancic
- Cirsium × heuseri Uechtr.
- Cirsium hida-paludosum Kadota & Nagase
- Cirsium hidakamontanum Kadota
- Cirsium homolepis Nakai
- Cirsium hookerianum Nutt.
- Cirsium horiianum Kadota
- Cirsium horridulum Michx.
- Cirsium × hybridum W.D.J.Koch ex DC.
- Cirsium hydrophilum Jeps.
- Cirsium hygrophilum Boiss.
- Cirsium hypoleucum DC.
- Cirsium hypopsilum Boiss. & Heldr.
- Cirsium × iburiense Kitam.
- Cirsium imbricatum Petr.
- Cirsium imereticum Boiss.
- Cirsium inamoenum (Greene) D.J.Keil
- Cirsium inundatum Makino
- Cirsium iranicum Petr.
- Cirsium ishizuchiense (Kitam.) Kadota
- Cirsium isophyllum (Petr.) Grossh.
- Cirsium × ispolatovii Iljin ex Tzvelev
- Cirsium italicum DC.
- Cirsium ito-kojianum Kadota
- Cirsium japonicum DC. – ostrożeń japoński
- Cirsium joannae S.L.Welsh, N.D.Atwood & L.C.Higgins
- Cirsium jorullense Spreng.
- Cirsium kagamontanum Nakai
- Cirsium kamtschaticum Ledeb. ex DC.
- Cirsium karduchorum Petr.
- Cirsium kasaianum Kadota
- Cirsium katoanum Kadota
- Cirsium × kelkitensis Yildiz, Arabaci & Dirmenci
- Cirsium kenji-horieanum Kadota
- Cirsium kirbense Pomel
- Cirsium kirishimense Kadota & Mas.Saito
- Cirsium × kirschlegeri Sch.Bip.
- Cirsium kisoense (T.Yamaz. & K.Asano) Kadota
- Cirsium komarovii Schischk.
- Cirsium × kornhuberi Heimerl
- Cirsium kosmelii (Adams) Fisch. ex Hohen.
- Cirsium × kozlovskyi Petr.
- Cirsium kujuense Kadota
- Cirsium lacaitae Petr.
- Cirsium laniflorum (M.Bieb.) Fisch.
- Cirsium lappoides Sch.Bip.
- Cirsium latifolium Lowe
- Cirsium lecontei Torr. & A.Gray
- Cirsium leducii H.Lév.
- Cirsium leo Nakai & Kitag.
- Cirsium leucocephalum Spreng.
- Cirsium leucopsis DC.
- Cirsium libanoticum DC.
- Cirsium lidjiangense Petr. & Hand.-Mazz.
- Cirsium ligulare Boiss.
- Cirsium lineare (Thunb.) Sch.Bip.
- Cirsium × linkianum M.Loehr
- Cirsium lipskyi Petr.
- Cirsium lobelii Ten.
- Cirsium × lojkae Sommier & Levier
- Cirsium lomatolepis Petr.
- Cirsium longepedunculatum Kitam.
- Cirsium longistylum R.J.Moore & Frankton
- Cirsium lucens Kitam.
- Cirsium luzoniense Merr.
- Cirsium maackii Maxim.
- Cirsium macrobotrys Boiss.
- Cirsium macrocephalum C.A.Mey.
- Cirsium magofukui Kitam.
- Cirsium mairei Halácsy
- Cirsium maritimum Makino
- Cirsium maroccanum Petr.
- Cirsium × martini L.C.Lamb.
- Cirsium maruyamanum Kitam.
- Cirsium masami-saitoanum Kadota
- Cirsium matsumurae Nakai
- Cirsium × mazanderanicum Petr.
- Cirsium × meratii P.Fourn.
- Cirsium mexicanum DC.
- Cirsium microspicatum Nakai
- Cirsium × mirabile Kitam.
- Cirsium × misawaense Nakai ex Kitam.
- Cirsium mohavense (Greene) Petr.
- Cirsium monocephalum H.Lév.
- Cirsium monspessulanum (L.) Hill.
- Cirsium × moravicum Petr.
- Cirsium morinifolium Boiss. & Heldr.
- Cirsium morisianum Rchb.f.
- Cirsium × muellneri Beck
- Cirsium muliense C.Shih
- Cirsium × murrianum Khek
- Cirsium muticum Michx.
- Cirsium myokoense Kadota
- Cirsium nagatoense Kadota
- Cirsium nagisoense Kadota
- Cirsium nambuense Nakai
- Cirsium nasuense Kadota
- Cirsium neomexicanum A.Gray
- Cirsium nerimaniae Yildiz, Dirmenci & Arabaci
- Cirsium × nevadense Willk.
- Cirsium × nezaketiae Yildiz, Dirmenci & Arabaci
- Cirsium nigriceps Standl. & Steyerm.
- Cirsium nippoense Kadota
- Cirsium nipponicum Makino
- Cirsium nishiokae Kitam.
- Cirsium nivale (Kunth) F.Dietr.
- Cirsium norikurense Nakai
- Cirsium × norrisii C.Bicknell
- Cirsium nuttallii DC.
- Cirsium oblongifolium K.Koch
- Cirsium obvallatum M.Bieb.
- Cirsium occidentale (Nutt.) Jeps.
- Cirsium occidentalinipponense Kadota
- Cirsium ochrocentrum A.Gray
- Cirsium × ochroleucum All.
- Cirsium odontolepis Boiss. ex DC.
- Cirsium ohminense Kadota
- Cirsium × okamotoi Kitam.
- Cirsium oleraceum (L.) Scop. – ostrożeń warzywny
- Cirsium oligophyllum Matsum.
- Cirsium opacum (Kitam.) Kadota
- Cirsium orizabense Klatt
- Cirsium osseticum Petr.
- Cirsium otayae Kitam.
- Cirsium ownbeyi S.L.Welsh
- Cirsium palustre (L.) Scop. – ostrożeń błotny
- Cirsium pannonicum (L.f.) Link – ostrożeń pannoński
- Cirsium parryi Petr.
- Cirsium pascuarense (Kunth) Spreng.
- Cirsium × patens Kitam.
- Cirsium peckii L.F.Hend.
- Cirsium pectinellum A.Gray
- Cirsium pendulum Fisch. ex DC.
- Cirsium periacanthaceum C.Shih
- Cirsium perplexans Petr.
- Cirsium × perplexissimum Kitam.
- Cirsium peshmenianum Yildiz, Arabaci & Dirmenci
- Cirsium × petrakii Kozl. & Woronow ex Grossh.
- Cirsium phulchokiense Kitam.
- Cirsium phyllocephalum Boiss. & C.I.Blanche
- Cirsium × pilosum Kitam.
- Cirsium pinetorum Greenm.
- Cirsium pitcheri Torr. & A.Gray
- Cirsium poluninii P.H.Davis & Parris
- Cirsium × praealpinum Beck
- Cirsium praeteriens J.F.Macbr.
- Cirsium × prativagum Petr.
- Cirsium pringlei Petr.
- Cirsium pseudobracteosum P.H.Davis & Parris
- Cirsium pseudocreticum (P.H.Davis & Parris) Yildiz, Dirmenci & Arabaci
- Cirsium pseudopersonata Boiss. & Balansa
- Cirsium pseudosuffultum Kadota
- Cirsium × pskemense Lazkov
- Cirsium pubigerum (Desf.) DC.
- Cirsium pugnax Sommier & Levier
- Cirsium pulchellum Wooton & Standl.
- Cirsium pulcherrimum (Rydb.) K.Schum.
- Cirsium pumilum Spreng.
- Cirsium purpuratum Matsum.
- Cirsium × purpureum All.
- Cirsium pyramidale Bornm.
- Cirsium pyrenaicum (Jacq.) All.
- Cirsium quercetorum (A.Gray) Jeps.
- Cirsium racemiforme Ling & C.Shih
- Cirsium radians Benth.
- Cirsium rassulovii B.A.Sharipova
- Cirsium reglense Sch.Bip. ex Klatt
- Cirsium × reichardtii Jurotzka
- Cirsium × reichenbachianum M.Loehr
- Cirsium remotifolium DC.
- Cirsium repandum Michx.
- Cirsium rhabdotolepis Petr.
- Cirsium rhaphilepis Petr.
- Cirsium rhinoceros Nakai
- Cirsium rhizocephalum C.A.Mey.
- Cirsium rhothophilum S.F.Blake
- Cirsium richterianum Gillot
- Cirsium × rigens Wallr.
- Cirsium rigidum DC.
- Cirsium rivulare (Jacq.) All. – ostrożeń łąkowy
- Cirsium roseolum Gorl.
- Cirsium rosulatum Talavera & Valdés
- Cirsium rydbergii Petr.
- Cirsium × sabaudum M.Loehr
- Cirsium sairamense O.Fedtsch. & B.Fedtsch.
- Cirsium scabrum (Poir.) Bonnet & Barratte
- Cirsium scapanolepis Petr.
- Cirsium scariosum Nutt.
- Cirsium schantarense Trautv. & C.A.Mey.
- Cirsium schelkovnikovii Petr.
- Cirsium schimperi (Vatke) C.Jeffrey
- Cirsium scopulorum (Greene) Cockerell
- Cirsium semenowi Regel
- Cirsium semzinanicum Firat
- Cirsium senjoense Kitam.
- Cirsium × sennenii Rouy
- Cirsium serratuloides (L.) Hill
- Cirsium serrulatum (M.Bieb.) Fisch.
- Cirsium setidens (Dunn) Nakai
- Cirsium shansiense Petr.
- Cirsium shidokimontanum Kadota
- Cirsium shihianum Greuter
- Cirsium shimae Kadota
- Cirsium shinanense Shimizu
- Cirsium sidi-guinii Pau & Font Quer
- Cirsium sieboldii Miq.
- Cirsium × siegertii Sch.Bip. ex Reichardt
- Cirsium sieversii (Fisch. & C.A.Mey.) Petr.
- Cirsium × silesiacum Sch.Bip.
- Cirsium simplex C.A.Mey.
- Cirsium sintenisii Freyn
- Cirsium sipyleum O.Schwarz
- Cirsium sivasicum Yildiz, Arabaci & Dirmenci
- Cirsium skutchii S.F.Blake
- Cirsium sommieri Petr.
- Cirsium sorocephalum Fisch. & C.A.Mey.
- Cirsium × soroksarense Wagner
- Cirsium sosnowskyi Kharadze
- Cirsium souliei (Franch.) Mattf. ex Rehder & Kobuski
- Cirsium spathulatum (Moretti) Gaudin
- Cirsium spectabile DC.
- Cirsium spicatum Matsum.
- Cirsium spinosissimum (L.) Scop.
- Cirsium spinosum Kitam.
- Cirsium spinuliferum (Kitam.) Kadota
- Cirsium steirolepis Petr.
- Cirsium stojanovii Kuzmanov
- Cirsium straminispinum C.Jeffrey
- Cirsium strigosum M.Bieb.
- Cirsium × subalpinum Gaudin
- Cirsium subcoriaceum (Less.) Sch.Bip.
- Cirsium subinerme Fisch. & C.A.Mey.
- Cirsium × subspinuligerum Peterm.
- Cirsium subulariforme C.Shih
- Cirsium subuliforme G.B.Ownbey
- Cirsium × succinctum Ledeb.
- Cirsium × sudae E.Michálk. & Bure
- Cirsium suffultum Matsum.
- Cirsium × sugimotoi Kitam.
- Cirsium × suspiciosum Beck
- Cirsium suzukaense Kitam.
- Cirsium suzukii Kitam.
- Cirsium svaneticum Sommier & Levier
- Cirsium swaticum Petr.
- Cirsium sychnosanthum Petr.
- Cirsium takahashii Kadota
- Cirsium taliense (Jeffrey) H.Lév.
- Cirsium tamastoloniferum Kadota
- Cirsium tanegashimense Kitam. ex Kadota
- Cirsium tashiroi Kitam.
- Cirsium tatakaense Y.H.Tseng, Y.H.Tseng, Chih Y.Chang & C.Y.Chang
- Cirsium tataricum (L.) DC.
- Cirsium tenoreanum Petr.
- Cirsium tenue Kitam.
- Cirsium tenuipedunculatum Kadota
- Cirsium tenuisquamatum Kitam.
- Cirsium teshioense Kadota
- Cirsium texanum Buckley
- Cirsium tianmushanicum C.Shih
- Cirsium tioganum (Congdon) Petr.
- Cirsium togaense Kadota
- Cirsium tolucanum Petr.
- Cirsium toyoshimae Koidz.
- Cirsium trachylepis Boiss.
- Cirsium trachylomum S.F.Blake
- Cirsium tracyi Petr.
- Cirsium × trifurcum Petr.
- Cirsium tuberosum (L.) All. – ostrożeń bulwiasty
- Cirsium turkestanicum Petr.
- Cirsium turneri Warnock
- Cirsium tymphaeum Hausskn.
- Cirsium uetsuense Kitam.
- Cirsium ugoense Nakai
- Cirsium ukranicum Besser ex DC.
- Cirsium uliginosum (M.Bieb.) Fisch.
- Cirsium umezawanum Kadota
- Cirsium undulatum Spreng.
- Cirsium unzenense Kadota & Mas.Saito
- Cirsium uzenense Kadota
- Cirsium valentinum Porta
- Cirsium vallis-demonii Lojac.
- Cirsium velatum (S.Watson) Petr.
- Cirsium vernonioides C.Shih
- Cirsium verutum (D.Don) Spreng.
- Cirsium vinaceum Wooton & Standl.
- Cirsium virginianum Michx.
- Cirsium viridifolium (Hand.-Mazz.) C.Shih
- Cirsium × vivantii L.Villar, Segarra, J.López, Pérez-Coll. & Catalán
- Cirsium vlassovianum Fisch. ex DC.
- Cirsium vulgare (Savi) Ten. – ostrożeń lancetowaty
- Cirsium wakasugianum Kadota
- Cirsium waldsteinii Rouy – ostrożeń wschodniokarpacki
- Cirsium wallichii DC.
- Cirsium × wankelii Reichardt
- Cirsium welwitschii Coss.
- Cirsium wettsteinii Petr.
- Cirsium wheeleri Petr.
- Cirsium × wiedermannii Khek
- Cirsium × winklerianum Celak.
- Cirsium × woodwardii (H.C.Watson) Nyman
- Cirsium × woronowii Petr.
- Cirsium wrightii A.Gray
- Cirsium × xenogenum Petr.
- Cirsium yakusimense Masam.
- Cirsium yamauchii Kadota
- Cirsium yatsu-alpicola Kadota & Y.Amano
- Cirsium yezoalpinum H.Koidz. ex Kadota & S.Umezawa
- Cirsium yezoense Makino
- Cirsium yildizianum Arabaci & Dirmenci
- Cirsium yoshidae Kadota
- Cirsium yuki-uenoanum Kadota
- Cirsium yuzawae Kadota
- Cirsium zamoranense Rzed.
- Cirsium zarkosii Kit Tan, Vold & V.Christodoulou
- Cirsium zawoense Kadota